# 錫拉德群島
66°37′S 67°35′W / 66.617°S 67.583°W
錫拉德群島是南極洲的群島，位於阿德萊德島北端馬斯卡特角附近，由讓-巴蒂斯特·夏古率領的法國探險隊發現，現時由南極條約體系管理。